# Klauzula tajności
Klauzula tajności – oznaczenie materiału, który zawiera informacje niejawne. W Polsce definicje klauzul tajności zostały określone w art. 5 ustawy z dnia 5 sierpnia 2010 roku o ochronie informacji niejawnych. Wyróżnia się 4 klauzule tajności „ściśle tajne”, „tajne”, „poufne” i „zastrzeżone”.

## Ściśle tajne
Zgodnie z art. 5 ust. 1 ustawy informacjom niejawnym jest nadawana klauzula „ściśle tajne”, jeżeli ich nieuprawnione ujawnienie spowoduje wyjątkowo poważną szkodę dla Rzeczypospolitej Polskiej przez to, że:
- zagrozi niepodległości, suwerenności lub integralności terytorialnej Rzeczypospolitej Polskiej;
- zagrozi bezpieczeństwu wewnętrznemu lub porządkowi konstytucyjnemu Rzeczypospolitej Polskiej;
- zagrozi sojuszom lub pozycji międzynarodowej Rzeczypospolitej Polskiej;
- osłabi gotowość obronną Rzeczypospolitej Polskiej;
- doprowadzi lub może doprowadzić do identyfikacji funkcjonariuszy, żołnierzy lub pracowników służb odpowiedzialnych za realizację zadań wywiadu lub kontrwywiadu, którzy wykonują czynności operacyjno-rozpoznawcze, jeżeli zagrozi to bezpieczeństwu wykonywanych czynności lub może doprowadzić do identyfikacji osób udzielających im pomocy w tym zakresie;
- zagrozi lub może zagrozić życiu lub zdrowiu funkcjonariuszy, żołnierzy lub pracowników, którzy wykonują czynności operacyjno-rozpoznawcze, lub osób udzielających im pomocy w tym zakresie;
- zagrozi lub może zagrozić życiu lub zdrowiu świadków koronnych lub osób dla nich najbliższych albo świadków, o których mowa w art. 184 ustawy z dnia 6 czerwca 1997 r. – Kodeks postępowania karnego (Dz.U. z 2022 r. poz. 1375), lub osób dla nich najbliższych.

## Tajne
Zgodnie z art. 5 ust. 2 ustawy informacjom niejawnym jest nadawana klauzula „tajne”, jeżeli ich nieuprawnione ujawnienie spowoduje poważną szkodę dla Rzeczypospolitej Polskiej przez to, że:
- uniemożliwi realizację zadań związanych z ochroną suwerenności lub porządku konstytucyjnego Rzeczypospolitej Polskiej;
- pogorszy stosunki Rzeczypospolitej Polskiej z innymi państwami lub organizacjami międzynarodowymi;
- zakłóci przygotowania obronne państwa lub funkcjonowanie Sił Zbrojnych Rzeczypospolitej Polskiej;
- utrudni wykonywanie czynności operacyjno-rozpoznawczych prowadzonych w celu zapewnienia bezpieczeństwa państwa lub ścigania sprawców zbrodni przez służby lub instytucje do tego uprawnione;
- w istotny sposób zakłóci funkcjonowanie organów ścigania i wymiaru sprawiedliwości;
- przyniesie stratę znacznych rozmiarów w interesach ekonomicznych Rzeczypospolitej Polskiej.

## Poufne
Zgodnie z art. 5 ust. 3 ustawy informacjom niejawnym jest nadawana klauzula „poufne”, jeżeli ich nieuprawnione ujawnienie spowoduje szkodę dla Rzeczypospolitej Polskiej przez to, że:
- utrudni prowadzenie bieżącej polityki zagranicznej Rzeczypospolitej Polskiej;
- utrudni realizację przedsięwzięć obronnych lub negatywnie wpłynie na zdolność bojową Sił Zbrojnych Rzeczypospolitej Polskiej;
- zakłóci porządek publiczny lub zagrozi bezpieczeństwu obywateli;
- utrudni wykonywanie zadań służbom lub instytucjom odpowiedzialnym za ochronę bezpieczeństwa lub podstawowych interesów Rzeczypospolitej Polskiej;
- utrudni wykonywanie zadań służbom lub instytucjom odpowiedzialnym za ochronę porządku publicznego, bezpieczeństwa obywateli lub ściganie sprawców przestępstw i przestępstw skarbowych oraz organom wymiaru sprawiedliwości;
- zagrozi stabilności systemu finansowego Rzeczypospolitej Polskiej;
- wpłynie niekorzystnie na funkcjonowanie gospodarki narodowej.

## Zastrzeżone
Zgodnie z art. 5 ust. 4 ustawy informacjom niejawnym jest natomiast nadawana klauzula „zastrzeżone”, jeżeli nie nadano im wyższej klauzuli tajności, a ich nieuprawnione ujawnienie może mieć szkodliwy wpływ na wykonywanie przez organy władzy publicznej lub inne jednostki organizacyjne zadań w zakresie obrony narodowej, polityki zagranicznej, bezpieczeństwa publicznego, przestrzegania praw i wolności obywateli, wymiaru sprawiedliwości albo interesów ekonomicznych Rzeczypospolitej Polskiej.

## Nadawanie klauzuli tajności
Zgodnie z art. 6 ust. 1 ustawy klauzulę tajności nadaje osoba, która jest uprawniona do podpisania dokumentu lub oznaczenia innego niż dokument materiału. Zgodnie z art. 6 ust. 8 ustawy poszczególne części materiału mogą być oznaczone różnymi klauzulami tajności.

## Zniesienie lub zmiana klauzuli tajności
Zgodnie z art. 6 ust. 3 ustawy zniesienie lub zmiana klauzuli tajności możliwe są w przypadku ustania lub zmiany ustawowych przesłanek ochrony po wyrażeniu pisemnej zgody przez osobę, która nadała klauzulę, albo jej przełożonego.
Zgodnie z art. 6 ust. 4 ustawy, gdy zmiana lub zniesienie klauzuli tajności dotyczy informacji niejawnych o klauzuli „ściśle tajne”, to pisemną zgodę na wykonanie powyższych czynności wyraża kierownik jednostki organizacyjnej, w której materiałowi została nadana taka klauzula.
Zgodnie z art. 6 ust. 7 ustawy w przypadku rozwiązania, zniesienia, likwidacji, upadłości obejmującej likwidację majątku upadłego, przekształcenia lub reorganizacji jednostki organizacyjnej, uprawnienia w zakresie zniesienia lub zmiany klauzuli tajności materiału przechodzą na jej następcę prawnego. W razie braku następcy prawnego uprawnienia w tym zakresie przechodzą na Agencję Bezpieczeństwa Wewnętrznego lub Służbę Kontrwywiadu Wojskowego zgodnie z ich właściwością rzeczową.

## Zawyżenie lub zaniżenie klauzuli tajności
Zgodnie z art. 9 ust. 1 ustawy w przypadku stwierdzenia zawyżenia lub zaniżenia klauzuli tajności, odbiorca materiału może zwrócić się do osoby, która ją nadała, albo przełożonego tej osoby z wnioskiem o dokonanie stosownej zmiany.
Zgodnie z art. 9 ust. 2 ustawy, w przypadku odmowy dokonania zmiany lub nieudzielania odpowiedzi w ciągu 30 dni od daty złożenia wniosku o zmianę klauzuli tajności, odbiorca materiału może zwrócić się odpowiednio do ABW lub SKW o rozstrzygnięcie sporu.
Gdy właściwe rzeczowo jest ABW, należy zwrócić się do Dyrektora Departamentu Ochrony Informacji Niejawnych ABW (w przypadku, gdy jednostka zwracająca się o rozstrzygniecie sporu ma swoją siedzibę w granicach administracyjnych m.st. Warszawy) lub do Dyrektora właściwej terytorialnie Delegatury ABW. Spór rozstrzygany jest w terminie 30 dni od daty złożenia wniosku o rozstrzygnięcie sporu.
Natomiast, jeżeli stroną sporu jest ABW albo SKW, to spór rozstrzyga Prezes Rady Ministrów w terminie 30 dni od daty złożenia wniosku o rozstrzygnięcie sporu.

## Zniesienie klauzuli tajności
Zgodnie z art. 6 ust. 2 ustawy nie ma ściśle narzuconych okresów ochrony poszczególnych klauzul tajności, z wyjątkiem informacji określonych w art. 7 ust. 1, które chronione są bez względu na upływ czasu.
Informacje niejawne podlegają ochronie do czasu zniesienia lub zmiany klauzuli tajności. Osoba, która nadała klauzulę tajności, może jednak określić datę lub wydarzenie, po których nastąpi zniesienie lub zmiana klauzuli tajności.

## Organizacja ochrony informacji niejawnych
Organizacja ochrony informacji niejawnych oparta jest na kilku podstawowych zasadach, do których przestrzegania są zobowiązani adresaci ustawy. Najważniejsze zgrupowano w art. 8 ustawy stanowiącym, że informacje niejawne, którym nadano określoną klauzulę tajności:
1. mogą być udostępnione wyłącznie osobie uprawnionej, zgodnie z przepisami ustawy dotyczącymi dostępu do określonej klauzuli tajności;
2. muszą być przetwarzane w warunkach uniemożliwiających ich nieuprawnione ujawnienie, zgodnie z przepisami określającymi wymagania dotyczące kancelarii tajnych, bezpieczeństwa systemów teleinformatycznych, obiegu materiałów i środków bezpieczeństwa fizycznego, odpowiednich do nadanej klauzuli tajności;
3. muszą być chronione, odpowiednio do nadanej klauzuli tajności, z zastosowaniem środków bezpieczeństwa określonych w ustawie i przepisach wykonawczych wydanych na jej podstawie.